# Мадагаскарски поясоопашат гущер
Мадагаскарски поясоопашат гущер (Zonosaurus madagascariensis), наричан също мадагаскарски зонозавър, е вид влечуго от семейство Gerrhosauridae. Видът не е застрашен от изчезване.

## Разпространение и местообитание
Разпространен е в Мадагаскар, Сейшели и Френски южни и антарктически територии (Нормандски острови).
Обитава гористи местности, склонове, храсталаци и плантации.

## Описание
Популацията на вида е стабилна.